# Zei mayași ai morții

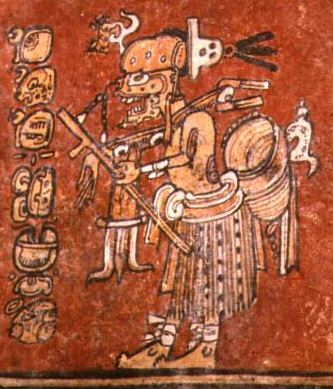
Zeul A reprezentat ca vânător, Perioada clasică

Zeii mayași ai morții, cunoscuți sub diverse denumiri, sunt de fapt de două feluri: zeitățile Hunhau menționate în secolul al XVI-lea de populația Yucatec și Uacmitun Ahau menționați de către populația Landa. Hunhau este zeul lumii de dincolo.
Iconografic, Hunhau și Uacmitun Ahau corespund zeilor A și A'. În narațiunile recente, în special în tradiția orală a populației Lacandon, există un singur deces zeu (denumit Kisin în Lacandon), care acționează ca antipod al zeului superior în crearea lumii, a corpului uman și a sufletului. Acest zeu al morții locuiește în lumea cealaltă, care este, de asemenea, și lumea celor morți. Fiind conducătorul peste tot tărâmul morții (Metnal sau Xibalba), zeul aztec principal al morții corespunnzător este Mictlantecuhtli. Popol Vuh are doi zei stăpânitori peste moarte, dar acești doi sunt de fapt unul: Ambii sunt numiți Moartea, doar prefixele (Unu și Șapte) fiind diferite. Ei au fost învinși de către Eroii Gemeni.